# Тирозинемия
Тирозинемия (тирозиноз) — врождённое заболевание, связанное с дефицитом активности фумарилацетоацетат-гидролазы. «Виновный» ген локализован на 15-й хромосоме: 15q23-q25. Мутации приводят к нарушению метаболизма тирозина с повреждением печени, почек, периферических нервов. Первым пораженным органом является печень, в течение первых месяцев жизни отмечаются начальные проявления печеночной дисфункции с отдаленным исходом в цирроз и печеночную карциному. Как правило, присутствует повреждение тубулярного транспорта с развитием тяжелого рахита ввиду потери фосфатов. У некоторых пациентов развивается нефрокальциноз и почечная недостаточность.
Возрастание уровня тирозина и метионина в сыворотке вызывают появление «капустного» запаха от больных.

## Типы тирозинемии

### Тирозинемия тип I[англ.]
Тирозинемия типа I вызвана недостаточностью фермента фумарилацетоацетат-гидролаза, приводящей к тяжелой патологии печени и почек, вызывающим летальный исход.
Целью диетического лечения является предупреждение накопления фенилаланина, тирозина и, в некоторых случаях, метионина, путём назначения низкобелковой диеты. Потребности в белке удовлетворяются введением в диету смеси аминокислот, лишенной тирозина, фенилаланина и/или метионина.
Если назначен и используется [NTBC], то обычно используется заменитель белка без фенилаланина и тирозина. Смесь без фенилаланина, тирозина и метионина используется только в случае, если больной не чувствителен к [NTBC] или при его отсутствии. Пока диетическое лечение остается значимым при тирозинемии, [NTBC] оказывает выраженное влияние на лечение и выживаемость при тирозинемии I типа.

### Тирозинемия тип II[англ.]
Тирозинемия типа II вызвана недосточностью тирозинаминотранферазы, приводящей к патологии глаз, кожным нарушениям и неврологическим осложнениям. Целью диетического лечения является предупреждение накопления фенилаланина и тирозина, путём назначения низкобелковой диеты. Потребности в белке удовлетворяются введением в диету смеси аминокислот, лишенной тирозина и фенилаланина.

### Тирозинемия тип III[англ.]
Тирозинемия типа III — очень редкая форма тирозинемии, причина которой является недостаток фермента  гидроксифенилпируват-гидроксилазы. Проявляется судорогами, атаксией и умственной отсталостью. Целью диетического лечения является предупреждение накопления фенилаланина и тирозина, путём назначения низкобелковой диеты. Потребности в белке удовлетворяются введением в диету смеси аминокислот, лишенной тирозина и фенилаланина.

## Лечение
Основным в терапии является назначение низкотирозиновой, низкофенилаланиновой диеты, приводящей к уменьшению поражения почек, однако воздействие диеты на поражение печени менее определено. При прогрессировании заболевания больным показана трансплантация печени.
Однако в большинстве случаев, прогрессирование заболевания у детей с тирозинемией 1 типа контролировать одной только диетой не удается. Поэтому, на сегодняшний день, применение нитизинона (Орфадина)- агента, подавляющего фермент 4-гидроксифенилпируватдиоксигеназу считается эффективным лечением. Острые печеночные кризы и неврологические кризы не возникают у пациентов, находящихся на лечении нитизиноном.